# Лунка (Бая-де-Кріш, Хунедоара)
Лунка (рум. Lunca) — село у повіті Хунедоара в Румунії. Входить до складу комуни Бая-де-Кріш.
Село розташоване на відстані 329 км на північний захід від Бухареста, 37 км на північний захід від Деви, 97 км на південний захід від Клуж-Напоки, 120 км на північний схід від Тімішоари.

## Населення
За даними перепису населення 2002 року у селі проживали 295 осіб, усі — румуни. Усі жителі села рідною мовою назвали румунську.